# Skigebiet Góra Dzikowiec

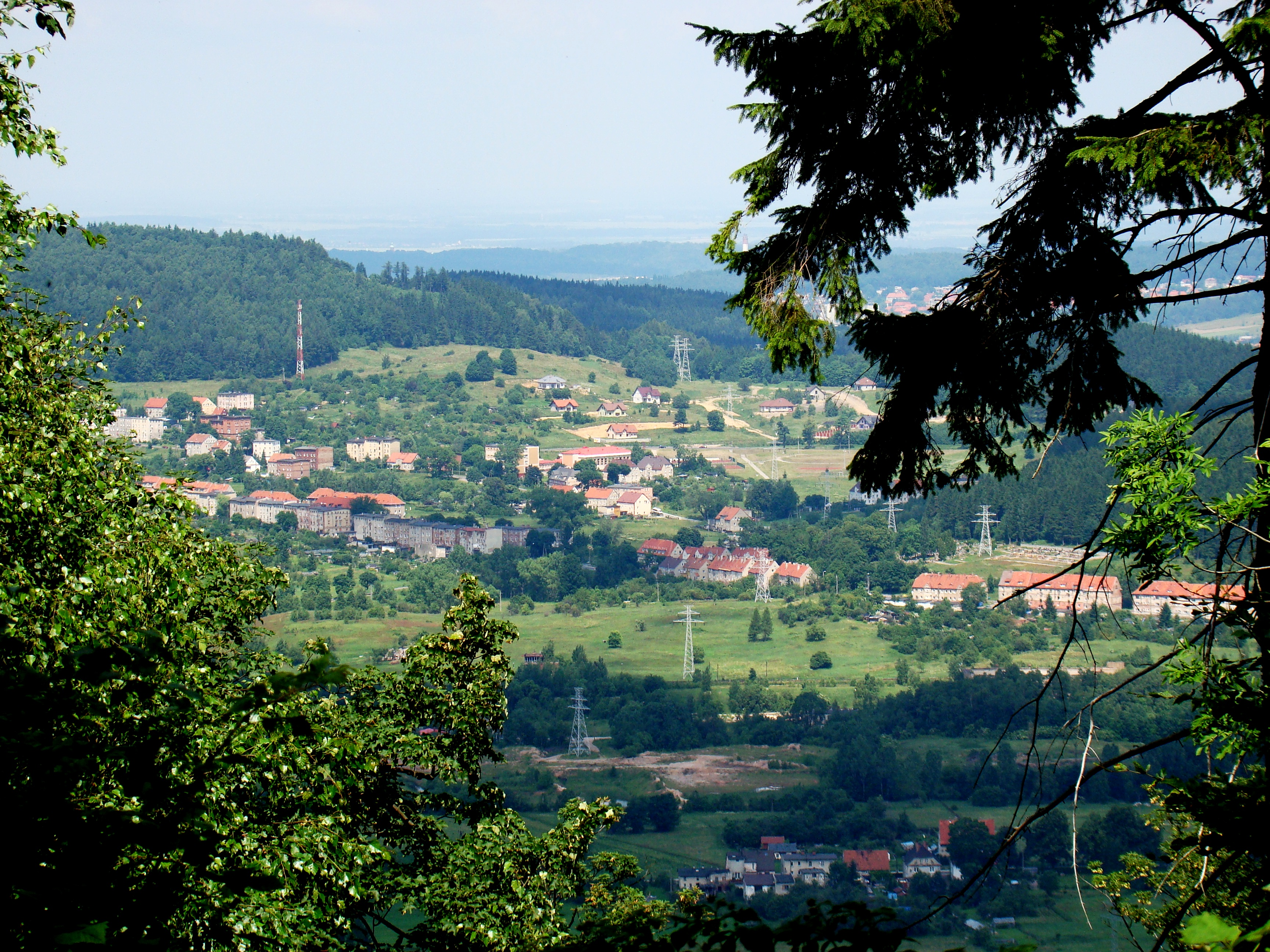
Blick vom Dzikowiec im Sommer

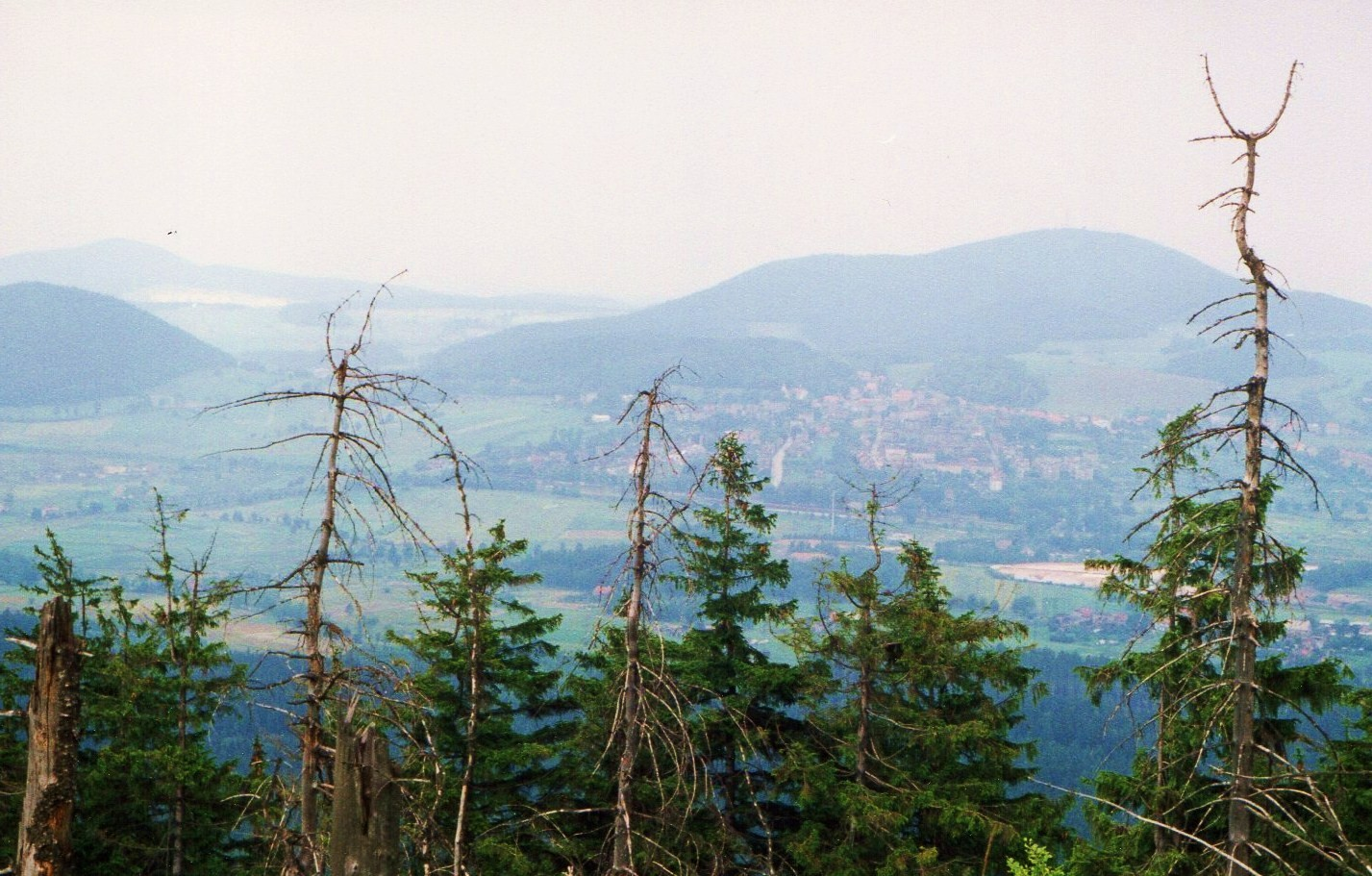
Blick vom Dzikowiec im Sommer

Das Skigebiet Góra Dzikowiec liegt auf den Nordhängen der Dzikowiec Wielki in dem polnischen Gebirgszug des Isergebirges auf dem Gemeindegebiet von Boguszów-Gorce im Powiat Wałbrzyski in der Woiwodschaft Niederschlesien. Es befindet sich in der Nähe der Landesstraße 35. Das Skigebiet wird von dem Unternehmen Zakład Gospodarki Mieszkaniowej Sp. z o.o. w Boguszowie-Gorcach betrieben.

## Lage
Das Skigebiet befindet sich auf einer Höhe von 590 bis 812 Metern. Der Höhenunterschied der Piste beträgt etwa 222 Meter. Es gibt eine rote (schwierige) Piste. Die Länge der Pisten beträgt etwa 0,72 Kilometer. Im Skigebiet gibt es drei Langlaufloipen mit einer Länge von 3,5 Kilometern.

## Beschreibung

### Skilifte
Im Skigebiet gibt es eine Gondelbahn. Insgesamt können bis zu 2400 Personen pro Stunde befördert werden.
Der Skilift führt von Boguszów-Gorce bis knapp unter den Bergrücken des Dzikowiec Wielki.
| Name           | Art     | Hersteller       | Breite Personen | Länge (m) | Zeit (min) | Höhenunterschied (m) | Personen pro Stunde | Obere Station | Obere Station | Untere Station | Untere Station | Vmax (m/s) |
| Name           | Art     | Hersteller       | Breite Personen | Länge (m) | Zeit (min) | Höhenunterschied (m) | Personen pro Stunde | Ort           | Höhe (m üNN)  | Ort            | Höhe (m üNN)   | Vmax (m/s) |
| -------------- | ------- | ---------------- | --------------- | --------- | ---------- | -------------------- | ------------------- | ------------- | ------------- | -------------- | -------------- | ---------- |
| Góra Dzikowiec | Skilift | Mostostal Zabrze | 2               | 779,68    | 5          | 222                  | 1100                | Obere Station | 812           | Untere Station | 590            |            |

### Skipisten
Von den Bergen führt eine Skipiste ins Tal.
| Name         | Schwierigkeit | Start         | Start        | Ziel           | Ziel         | Länge (m) | Höhenunterschied (m) | Neigung (%) | Licht | Kunstschnee | FIS    | FIS | Anmerkungen |
| Name         | Schwierigkeit | Name          | Höhe (m üNN) | Name           | Höhe (m üNN) | Länge (m) | Höhenunterschied (m) | Neigung (%) | Licht | Kunstschnee | Nummer | bis | Anmerkungen |
| ------------ | ------------- | ------------- | ------------ | -------------- | ------------ | --------- | -------------------- | ----------- | ----- | ----------- | ------ | --- | ----------- |
| Stóg Izerski | Rot           | Obere Station | 812          | Untere Station | 590          | 800       | 222                  | 30          | Ja    | Ja          |        |     |             |

Im Skigebiet gibt es mehrere Skiloipen mit einer Gesamtlänge von fast 3,5 Kilometern.

## Infrastruktur
Das Skigebiet liegt unmittelbar im Zentrum von Boguszów-Gorce und ist mit dem Pkw erreichbar. An der unteren Station gibt es Parkplätze und mehrere Restaurants.